# Ковачевский, Димитар
Дими́тар Коваче́вский (макед. Димитар Ковачевски; род. 24 июля 1974, Куманово, Югославия) — македонский политический и государственный деятель. Лидер партии «Социал-демократический союз Македонии» (СДСМ). Премьер-министр Северной Македонии с 16 января 2022 по 28 января 2024 года.
Заместитель министра финансов Северной Македонии (2020—2022). Доктор экономических наук, доцент факультета экономики и управления бизнеса Университета американского колледжа Скопье. Преподавал в бакалавриате, аспирантуре и докторантуре.

## Биография
Димитар Ковачевский родился в 1974 году в Куманово.
Отец — Слободан Ковачевский, мэр Куманово с 2000 по 2005 год, первый посол Республики Македония в Черногории с 2006 по 2010 год.

### Образование
Начал получать среднее образование в школе «Гоце Делчев» в Куманово. Завершил получение среднего образования в Уотервилле в школе «Элизиан Мористаун», штат Миннесота. В 1998 году окончил экономический факультет Университета Святых Кирилла и Мефодия в Скопье и получил степень магистра на том же факультете в 2003 году. В 2008 году закончил докторантуру по экономике на экономическом факультете Университета Черногории.
В 2005 году прошёл профессиональную подготовку в Колледже Европы в Брюгге, в 2011 году — в профессиональную подготовку в Гарвардской школе бизнеса. В 2015 году стал выпускником Европейского коллоквиума по предпринимательству Мюнхенского технического университета. В 2017 году прошёл профессиональную подготовку в Роттердамской школе менеджмента Университета Эразма.
Автор многочисленных научных работ в области экономики и управления, опубликованных в международных научных журналах и на конференциях. Соавтор ряда статей, в числе которых находятся «Выбор самого простого пути: привлечение прямых иностранных инвестиций или брендинг македонского бизнеса» (2017), «Финансовый кризис и балканские перспективы ЕС» (2018) и «Стратегия электронного сельского хозяйства: партнерство как основа бизнес-модели» (2020).
Помимо родного македонского, свободно владеет английским, немецким языками.

#### Академическая карьера
В 2009—2012 годах преподавал в Нью-Йоркском университете в Скопье, в 2012—2015 годах — в Школе журналистики и связей с общественностью в Скопье. С 2012 года — доцент Школы экономики и менеджмента в Американском университетском колледже в Скопье,
С 2012 года Димитар Ковачевский был доцентом в Нью-Йоркском университете Скопье, где также был главой кафедры маркетинга, читал лекции «Введение в маркетинг, управление маркетингом, управление продажами и стратегическое управление брендом» в магистратуре и аспирантуре. С 2018 года являлся доцентом на факультете экономики и управления бизнеса в Университетском американском колледже Скопье.
Являлся частью ряда международных и внутренних проектов, в том числе Международного проекта Micro Masters and Virtual Mobility International Project, реализованного литовским Университетом Витовта Великого, словенской Бизнес-школой DOBA, Стамбульским университетом и ICS Skopje. Принимал участие в проектах по повышению конкурентоспособности малых и средних предприятий в Северной Македонии (2019) и по разработкам онлайн-курсов (микромастеров) и виртуальной мобильности, реализуемых рядом университетов в разных странах (2020).

### Профессиональная карьера
Член Социал-демократического союза Македонии (СДСМ) с 1994 года.
Димитар Ковачевский начал свою трудовую деятельность в 1998 году в македонской телекоммуникационной компании «Македонски Телеком» финансовым партнёром и координатором по регулированию и гармонизации финансового контроля. С 2005 по 2017 год занимал ряд руководящих должностей. В 2005—2008 годах — директор по маркетингу и управлению продажами, в 2008—2010 годах — директор по маркетинговым коммуникациям, в 2010—2016 годах — директор по коммуникациям, в 2016—2017 годах — директор по продажам жилья.
С 2008 по 2016 года входил в состав комитета по международным брендам и комитета по международным коммуникациям Deutsche Telekom. С 2017 по 2018 год был исполнительным директором «А1 Македония» (тогда эта компания носила название «one.VIP») — дочерней компании A1 Telekom Austria Group.
Димитар Ковачевский — соучредитель высокотехнологичных компаний PiKCELL и Solar-ET, которые занимаются производством первых в Северной Македонии фотоэлектрических солнечных и тепловых модулей — одна из компаний, учрежденная Ковачевским, открыла в 2018 году первый отечественный завод в области фотовольтаики. В 2018—2020 годах принимал участие в компании по производству и разработке элементов для производства электроэнергии из возобновляемых источников.
За свою профессиональную карьеру работал над рядом корпоративных проектов по интеграции бизнес-процессов с целью повышения эффективности и прибыльности компаний. Входит в состав проектных групп по внедрению интегрированной системы SAP для управления материальными и финансовыми операциями и интегрированной системы CRM для управления клиентами.

### Политическая карьера
После парламентских выборов 2020 года в Северной Македонии Димитар Ковачевский был назначен заместителем министра финансов во втором правительстве Зорана Заева. Парламент избрал его на эту должность 23 сентября 2020 года. Вошёл в состав Экономического совета правительства Республики Северная Македония по преодолению экономических последствий, вызванных пандемией коронавируса COVID-19.
С мая 2021 года являлся членом Исполнительного совета СДСМ. Зоран Заев объявил о своей отставке с постов премьер-министра и лидера СДСМ после поражения на местных выборах 2021 года. Это вызвало нестабильность в хрупком правящем большинстве, которое, тем не менее, выдержало натиск оппозиции во главе с ВМРО-ДПМНЕ на вотум недоверия. Впоследствии правительство Зорана Заева укрепило своё большинство в парламенте, заручившись поддержкой ещё четырёх депутатов от «Альтернативы», которая до этого находилась в оппозиции.

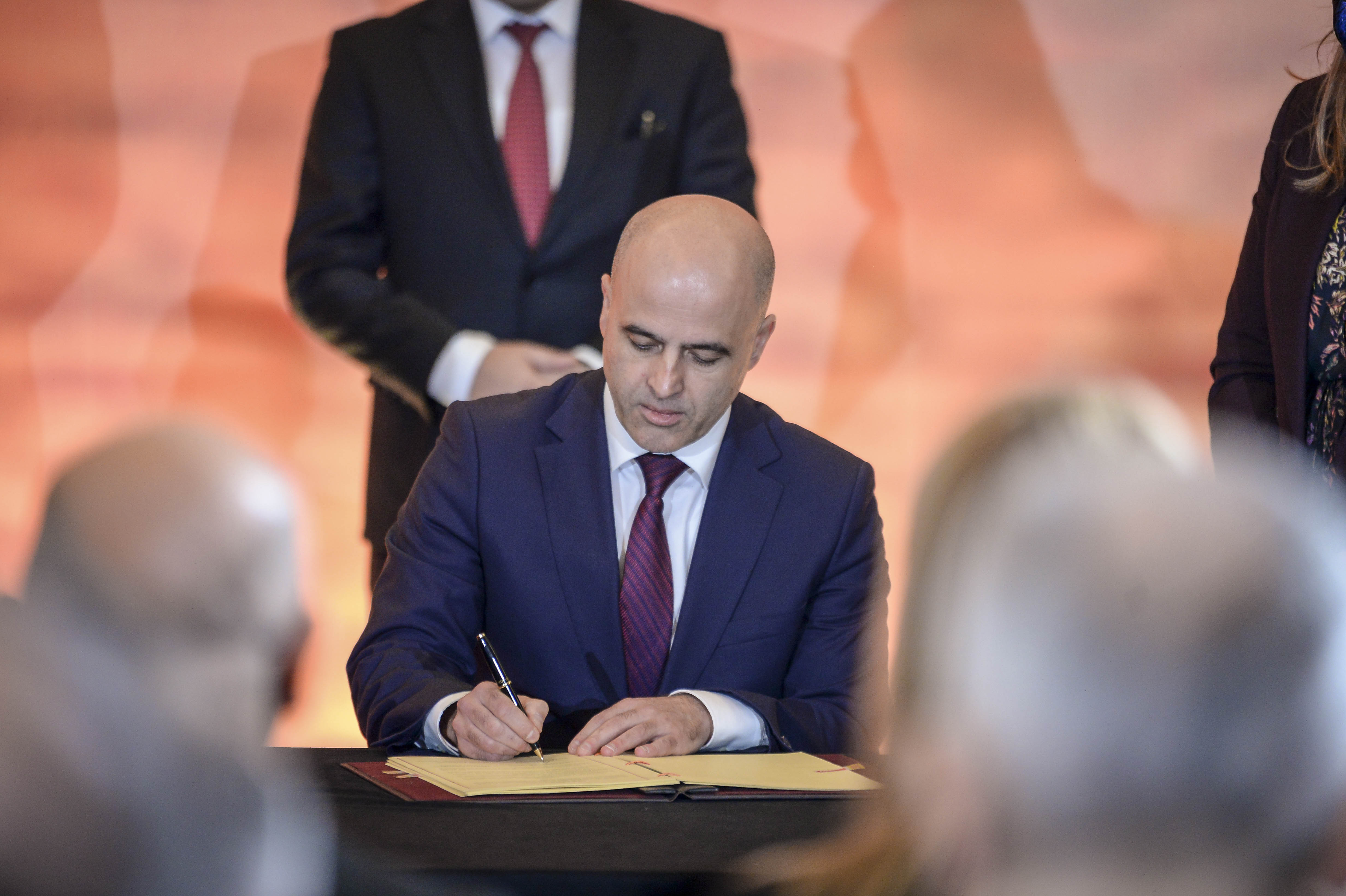
Димитар Ковачевски на саммите «Открытых Балкан». Тирана, 21 декабря 2021 года

После того, как Зоран Заев официально ушёл с поста президента СДСМ, 12 декабря 2021 года Димитар Ковачевский победил на внутрипартийных выборах, оставив двух других кандидатов далеко позади по количеству голосов и сменив Зорана Заева на посту лидера партии. Он пообещал «хранить социал-демократические ценности, а также расширить партию за счёт профессионалов в различных отраслях, что позволит сформировать новую культуру управления в партии и государственных институтах». Димитар Ковачевский сопровождал Заева партии во время переговоров с «Альтернативой», которая представила его как наиболее вероятного преемника на посту премьер-министра.
29 декабря 2021 года президент Северной Македонии Стево Пендаровский поручил Ковачевскому сформировать новый кабинет. В состав правительства вошли представители СДСМ, Демократического союза за интеграцию, Либерально-демократической партии и «Альтернативы».

### Премьер-министр Северной Македонии

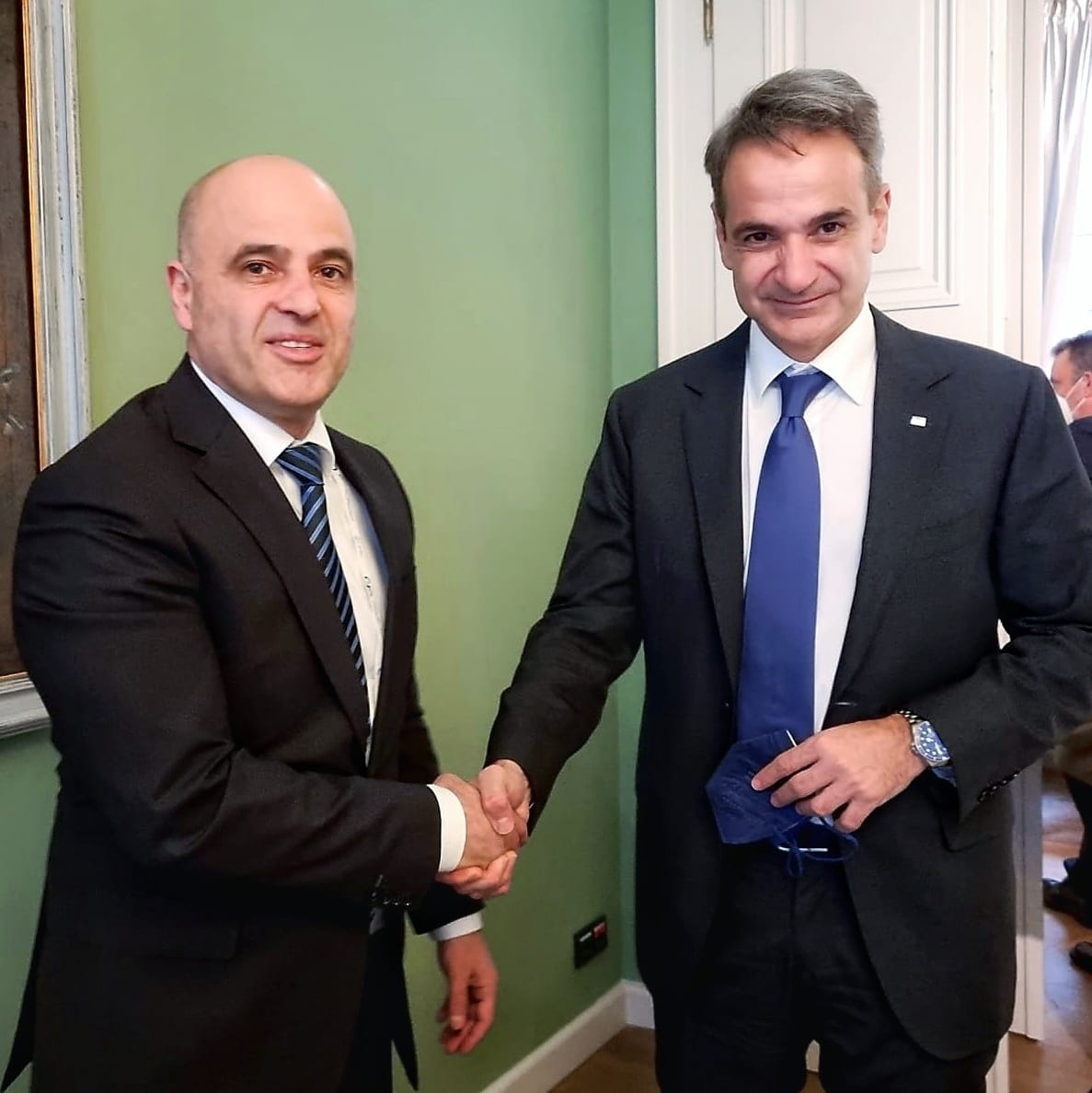
Димитар Ковачевский с премьер-министром Греции Кириакосом Мицотакисом на Мюнхенской конференции по безопасности 20 февраля 2022 года

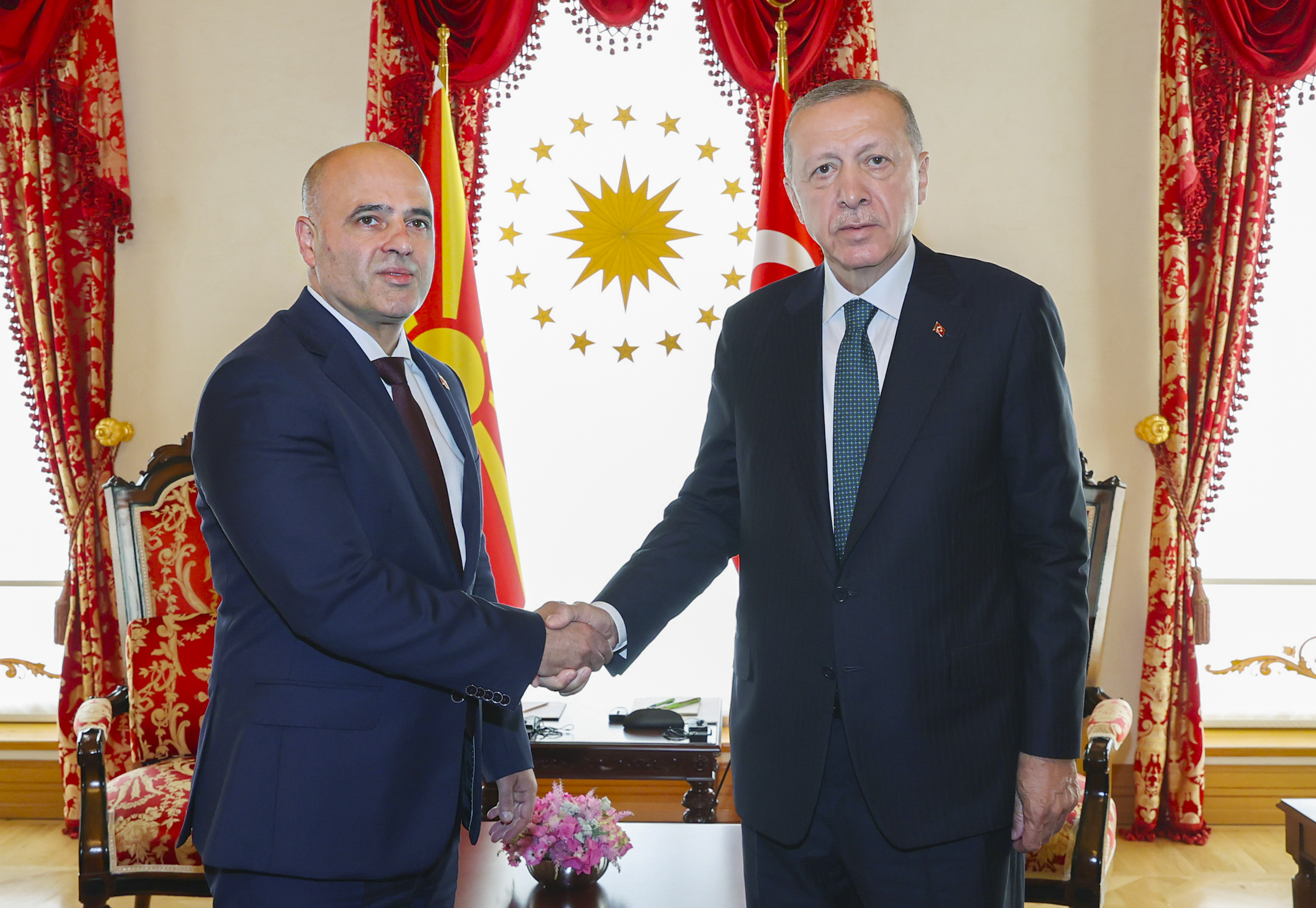
Ковачевский с президентом Турции Реджепом Тайипом Эрдоганом в Стамбуле 13 июня 2022 года

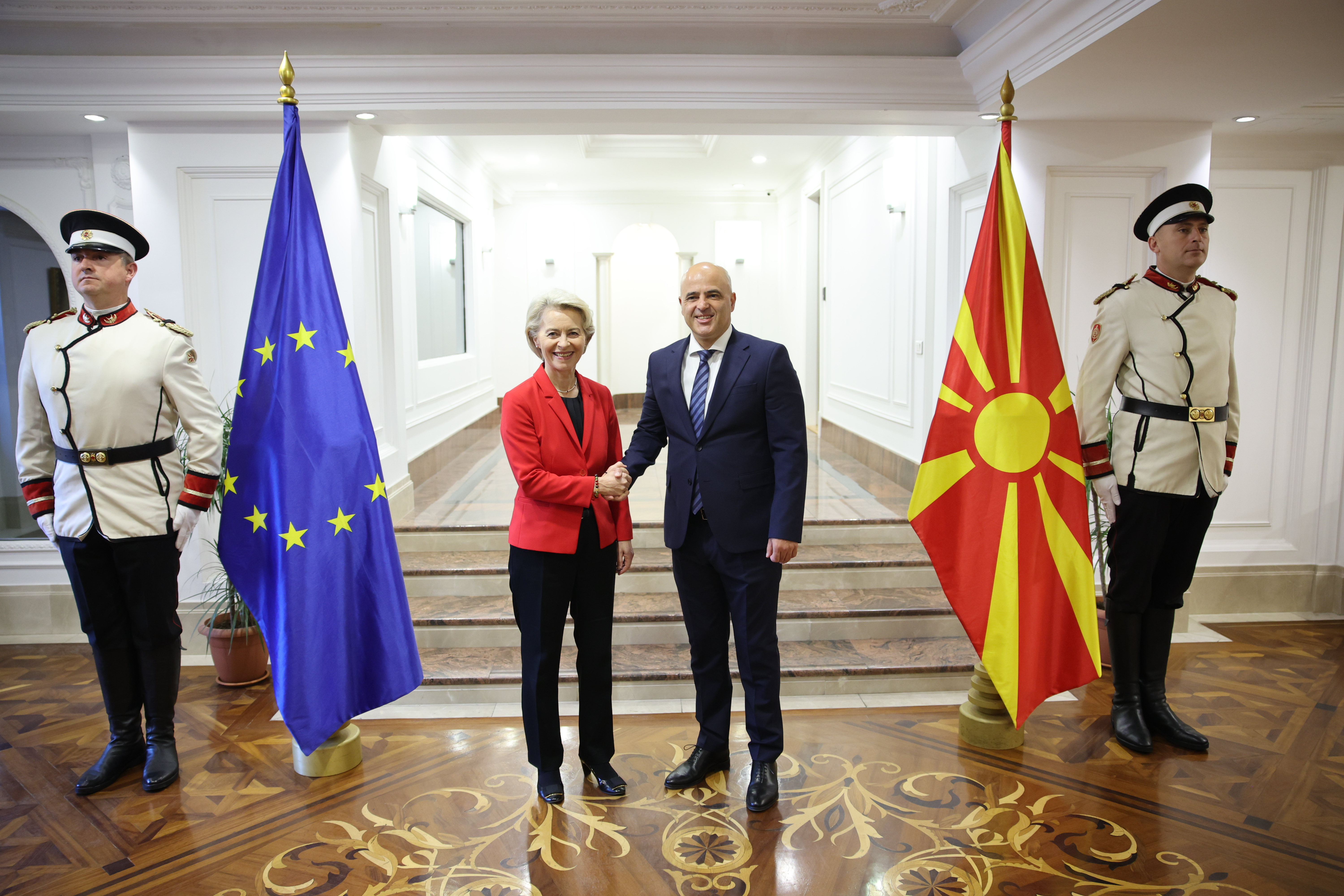
Ковачевский с президентом Европейской комиссии Урсулой фон дер Ляйен в Скопье 30 октября 2023 года

16 января 2022 года Димитар Ковачевский был приведён к присяге премьер-министра Республики Северная Македония и официально вступил в должность.
В тот же день он представил программу своего кабинета и заявил, что его правительство уже подготовило комплекс мер по поддержке граждан, компаний и экономики, на которые уже заложено 130 млн евро. Димитар Ковачевский ожидал роста экономики с 4,6 % до 5,9 % в год, пообещал бороться с преступностью и коррупцией, снизить уровень безработицы до однозначного числа, увеличить зарплаты и пенсий. Кабинет Ковачевского выступает за евроатлантическую интеграцию и членство Северной Македонии в ЕС. Он заявил, что страна продолжит политику добрососедства.
Правительство Ковачевского поддержали 62 депутата, против проголосовали 46 (всего 120, присутствовало 108).
25 января 2024 года Ковачевский подал в отставку. Начиная с 28 января, за 100 дней до парламентских выборов, назначенных на 8 мая, страной будет руководить техническое правительство в соответствии с Пржинским соглашением.